# 農蘇離光魚
農蘇離光魚（学名：Woodsia nonsuchae）为輻鰭魚綱巨口鱼目光器鱼科的其中一種。分布於中西太平洋區，包括日本、澳洲及夏威夷群島等海域，屬深海魚類。